# 짚신벌레
짚신벌레는 짚신벌레과에 속하는 원생생물로 대표적인 원생동물(너다)이다. 몸 길이 170~290µm이며 몸은 유선형이다. 앞끝은 둥글고 뒤끝은 원추형으로 뾰족하여 짚신 모양을 이룬다. 몸 전체에 균일하게 섬모가 빽빽이 자라 섬모운동을 하고, 입은 몸의 중앙부에서 깔때기 모양으로 열리며, 여기서 몸의 앞끝 왼쪽에 이르기까지 위구부(圍口部)라는 큰 홈이 계속되어 있다. 중앙부에 대핵과 소핵이 있다. 짚신벌레는 담수에 살며 못·도랑·논·늪 등에 흔히 있다. 입의 뒤쪽에서 가로로 이분열하여 증식하므로, 뒤쪽 절반의 낭세포는 입을 새로 형성한다. 성숙한 개체는 접합에 의해서 유성생식을 한다. 이 경우 암수의 성별은 형태적으로는 없으나, 서로 접합 가능한 상대가 유전적으로 정해져 있으므로 수정생리학(受精生理學)이나 유전학의 연구재료로 많이 사용된다. 먹이는 짚신벌레의 한쪽에 있는 세포입이라는 구멍을 통해 안으로 들어간다. 전모목은  식도관으로 이어지고, 먹이는 식도관에서 공 모양의 식포로 원형질 속으로 들어간다. 배설물은 세포항문또는 세포잎으로 배출한다.

## 하위 종
- Paramecium aurelia'
- Paramecium bursaria
- Paramecium caudatum
- Paramecium tetraurelia